# Bernard Minnebo
Bernard Minnebo (Brugge, 15 juli 1867 - 4 augustus 1919) was een Belgisch daensistisch politicus. 

## Levensloop
Bernard Minnebo werd geboren als zoon van Bruno en Coleta Craeye. In 1877 werd hij leerling van de Brugse Bogaerdenschool. Die school zou zijn latere politieke loopbaan sterk beïnvloeden. Vervolgens volgde hij lessen aan de Stedelijke Nijverheidsschool, waar hij zich vooral in de wiskunde en het tekenen onderscheidde. Achteraf, bij de afschaffing van de Bogaerdenschool, drong hij bij het stadsbestuur en de C.O.O. aan om een nieuwe gelijkaardige school op te richten. Dit bleef echter zonder gevolg. Door de toenmalige C.O.O. werd hij op 24 juli 1884 in de Westmeers tewerkgesteld bij de heer Dewinter. Hij woonde toen  met zijn weduwe geworden moeder in de Snaggaardstraat.
Op 6 september 1900 huwde hij Josephine D'Heere en ging in de Peperstraat wonen. Ze verhuisden achteraf naar de Predikherenstraat, waar ze een kleinhandel in koloniale waren openden.

## Politieke loopbaan
Minnebo voelde zich aangetrokken tot de christendemocraten van priester Daens, die in 1893 in Aalst de Christene Volkspartij had gesticht, onder de leuze 'De waarheid is ons wapen en de rechtvaardigheid ons doel'.
Op dit ogenblik was Minnebo letterzetter in de Gazette van Brugge bij uitgever Louis Herreboudt. Daens vond weldra sympathisanten door geheel Vlaanderen. Zijn programma streefde naar sociale rechtvaardigheid. In Brugge was priester Florimond Fonteyne een strijdgenoot van Daens, waardoor Minnebo bij Fonteyne ging aanleunen. Als onderpastoor op de parochie Sint-Anna was Fonteyne ook proost van de jongelingencongregatie, waarvan Minnebo de prefect was.
In Brugge scheurden de christendemocraten van Fonteyne zich af van de Katholieke Gilde der Ambachten. De reactie van het bisdom bleef niet uit en Fonteyne werd door bisschop Waffelaert naar Zarren overgeplaatst, met de bedoeling de christendemocratische beweging in Brugge te nekken. Tevergeefs, want er stond reeds een plaatsvervanger klaar: Narden Minnebo. Samen met zijn vrienden, drukker Camiel Moeyaert en timmerman Jules Thys, werd gewerkt voor 'een treffelijk broodgewin voor arbeider, burger en boer en voor hun volledig burgerrecht'.
Het Makelaers-Heester in de Clarastraat en Het Recht op de Garenmarkt waren de stamlokalen van de partij, die op initiatief van Minnebo werd uitgebouwd met een ziekenbond, een turnkring, een toneelafdeling en een begrafenisfonds. Een eigen weekblad, Het Recht, met Minnebo als verantwoordelijke uitgever, werd gepubliceerd. Hij werd op 25 oktober 1903 samen met Moeyaert gemeenteraadslid en bleef dit tot aan zijn dood. Hij ontpopte zich tot een waardig debater en meer dan eens zette hij burgemeester Visart of een van de schepenen door zijn gevatte tussenkomsten en snedige gezegden schaakmat. Reeds zijn eerste optreden op 2 januari 1904 was gedurfd, aangezien hij er op aandrong dat in de gemeenteraad uitsluitend Vlaams zou gesproken worden. 
Hij zat op 14 februari 1909 in Denderleeuw het Nationaal Kongres der Demokraten voor en op Kerstmis 1909 werd zijn mandaat van voorzitter verlengd. Bij de gemeenteraadsverkiezingen in 1907 haalden de christendemocraten een mooi resultaat. Pastoor Fonteyne, die in Antwerpen verbleef, werd in 1911 door Minnebo naar Brugge teruggebracht om er de christendemocraten te leiden. Bij de gemeenteverkiezingen van oktober 1911 verwierven ze vijf zetels. Ook 'Brugge Zeehaven' stond op hun programma.
Op 2 juni 1912 werd, vooral dankzij Bernard Minnebo, Florimond Fonteyne verkozen tot volksvertegenwoordiger.

## Eerbetoon
- In Brugge is het Minneboplein naar hem genoemd.
- Aan zijn geboortehuis in de Snaggaardstraat werd een naamplaat aangebracht.
- Zijn grafmonument staat op het Brugs kerkhof.